# 黑尔陨击坑

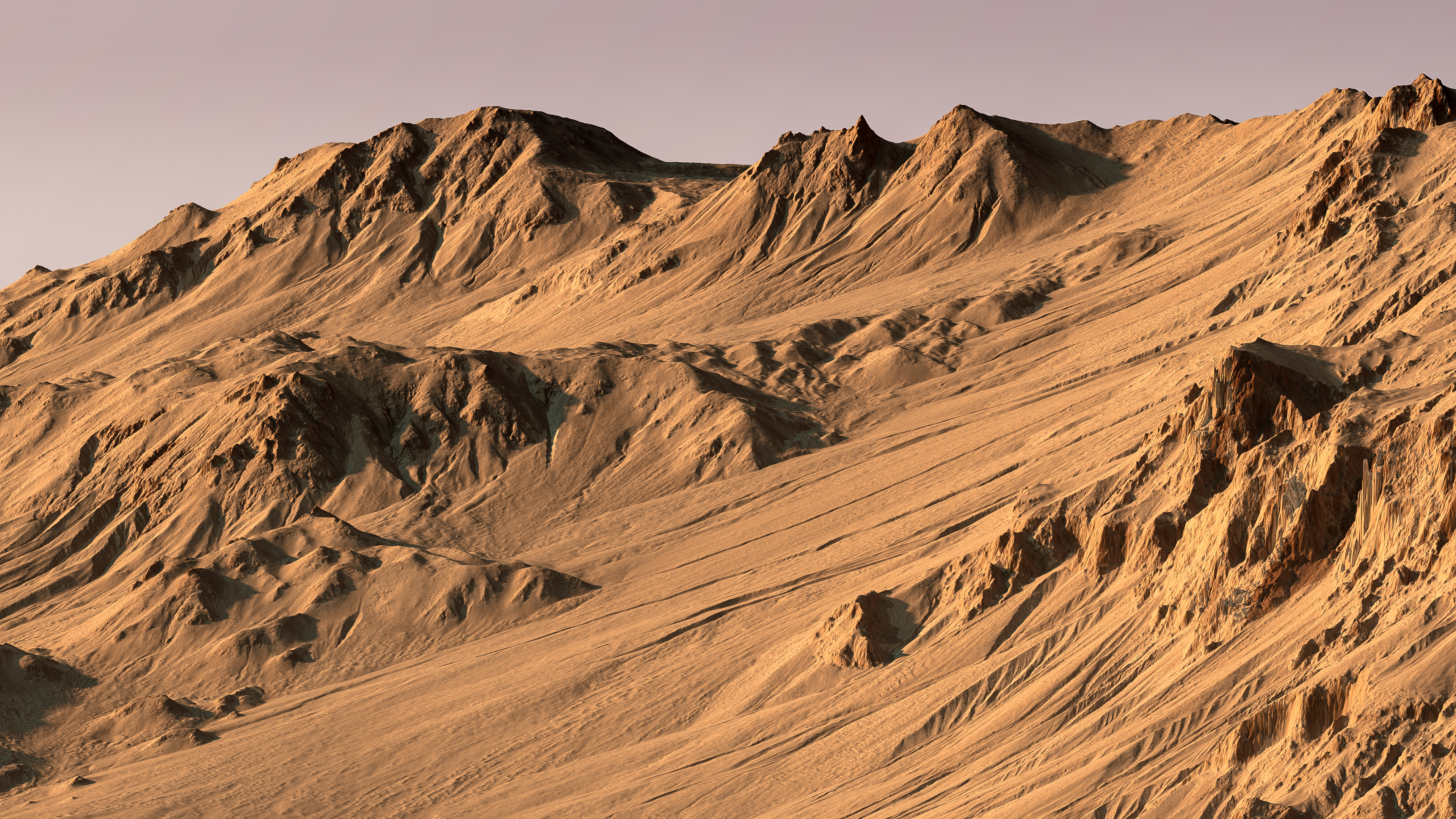
黑尔陨击坑壁上的浅色冲沟材质，根据高分辨率成像科学设备数据渲染。

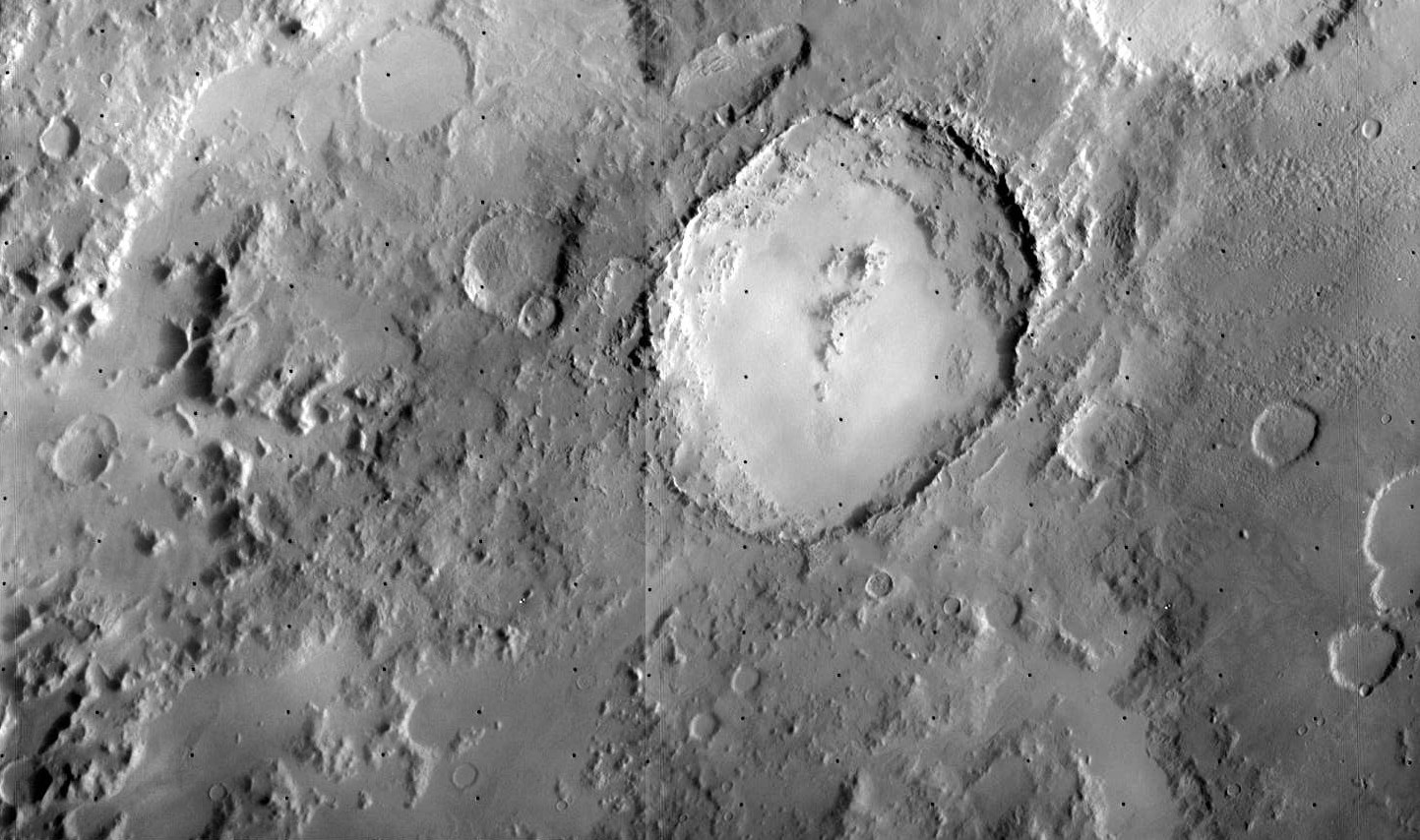
海盗1号拍摄的黑尔陨击坑拼接图。

黑尔陨击坑（Hale）是火星阿耳古瑞区一座大小为150×125公里（93×78英里）的撞击坑，中心坐标位于阿耳古瑞盆地以北南纬35.7度、东经323.4度处，其名称取自美国天文学家乔治·埃勒里·黑尔(1868年-1938年)，1973年被国际天文联合会正式批准接受。

## 描述
2015年9月28日，美国宇航局确认了黑尔陨击坑中存在季节性液态水。水中的盐类（高氯酸镁，氯酸镁，高氯酸钠等）使其冰点和融点降低到203 K(摄氏零下70度或华氏零下94度），接近夏季夜间平均温度。该陨坑是35-38亿年前一颗直径约35公里（22英里）的小行星斜向撞击而成，它的边缘和喷出物已被侵蚀，显露出更小的撞击坑，但随后的沉积物覆盖了坑内的一些次生小陨坑。 黑尔陨击坑的南侧段边缘，部分坑壁已向坑底中心滑移，表面显示出可能由流水冲刷出的沟壑系统。
黑尔陨坑的坑壁上布满许多冲沟，下面是高分辨率成像科学设备拍摄的一些照片。与火星上的其他一些冲沟不同，这些冲沟的材质颜色较浅。发表在《伊卡洛斯》杂志上的研究发现，黑尔陨击坑中的凹坑是由回落在含冰地面上的热喷射物所造成，热量产生的蒸汽从凹坑群中冲出将喷射物吹走，从而从形成了凹坑。
冲沟出现在陡坡，尤其是撞击坑坑壁上，并解释它们，但最被接受的是来自含水层或古冰川遗留下来的液态水。
这两种理论都存在有证据，大多数冲沟沟头凹坑都位于同一水平面上，正如人们所预期的含水层一样。各种测量和计算表明，通常在冲沟起点的深度，含水层中可能存在液态。该模型的一种变化是，上升的热岩浆可能融化了地下冰层，导致水在含水层中流动。含水层是允许水流动的地层，可能由多孔砂岩组成，一般位于阻止水往下渗透的另一地层上部（地质学术语称之为不透水层）。受堵水流只能沿水平方向流动。最终，当水流抵达一道裂缝时，如陨石坑壁，则就可能流出地表。含水层在地球上很常见，犹他州锡安国家公园的“哭泣石”就是一则很好的示例。

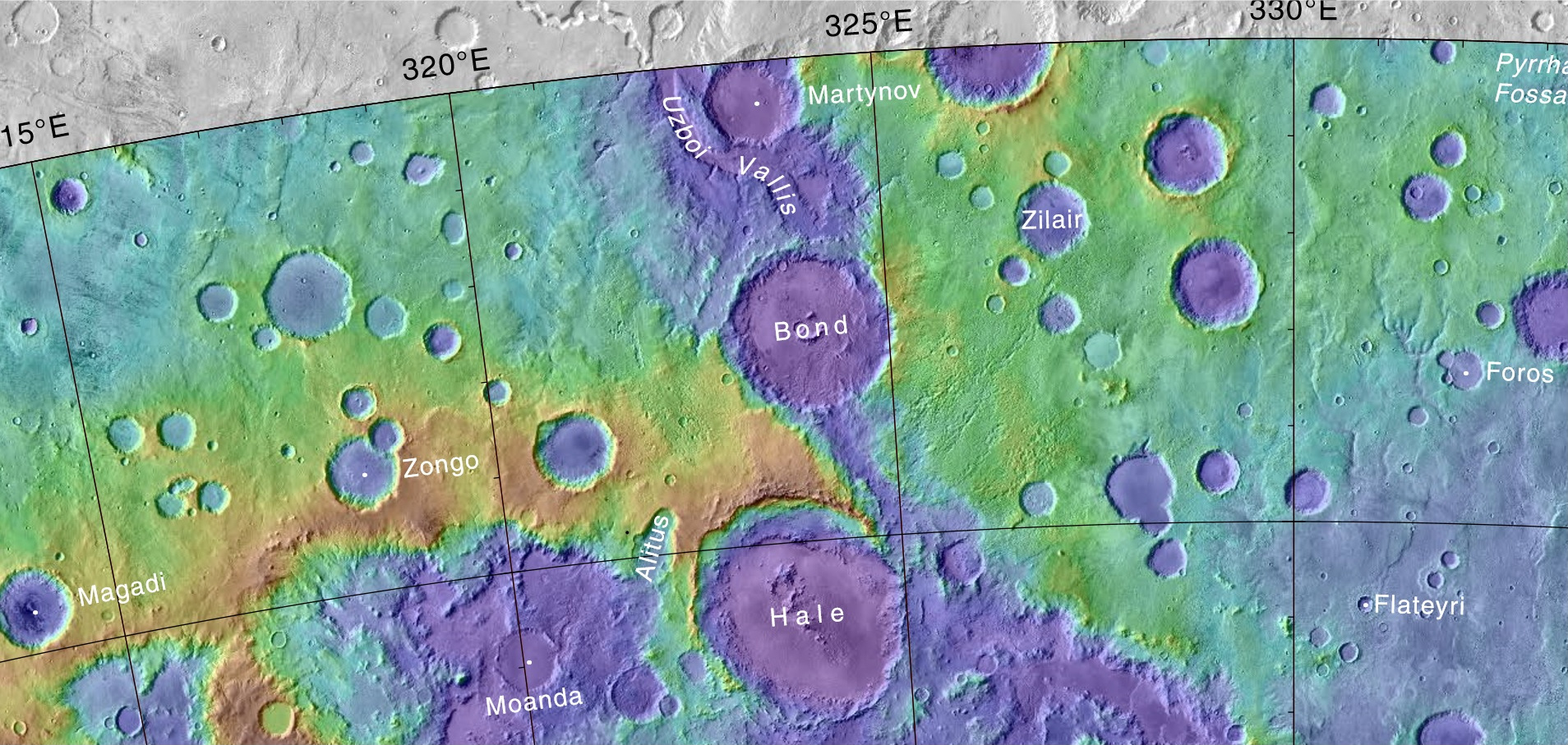
显示了黑尔陨击坑及附近其他特征位置的地形图。
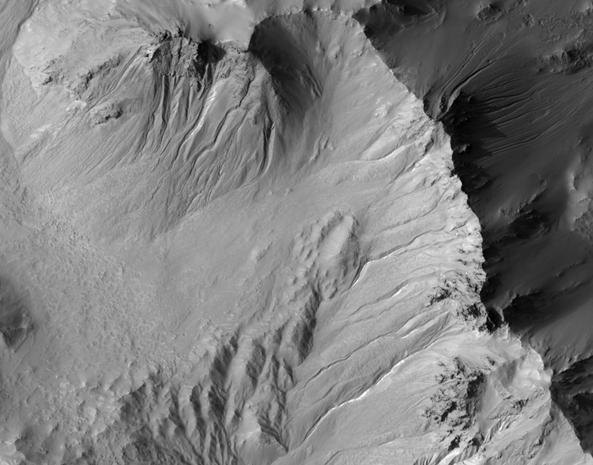
高分辨率成像科学设备显示的黑尔陨击坑壁上的冲沟。

## 另请查看
- 火星撞击坑